# Pertjuhi Partizpanjan-Barseghjan
Pertjuhi Partizpanjan-Barseghjan (armeniska: Պերճուհի Պարտիզպանյան-Բարսեղյան), född 1886, död 1940, var en armenisk politiker.  Hon blev 1919 den första kvinnan att väljas in i parlamentet. 